# 火

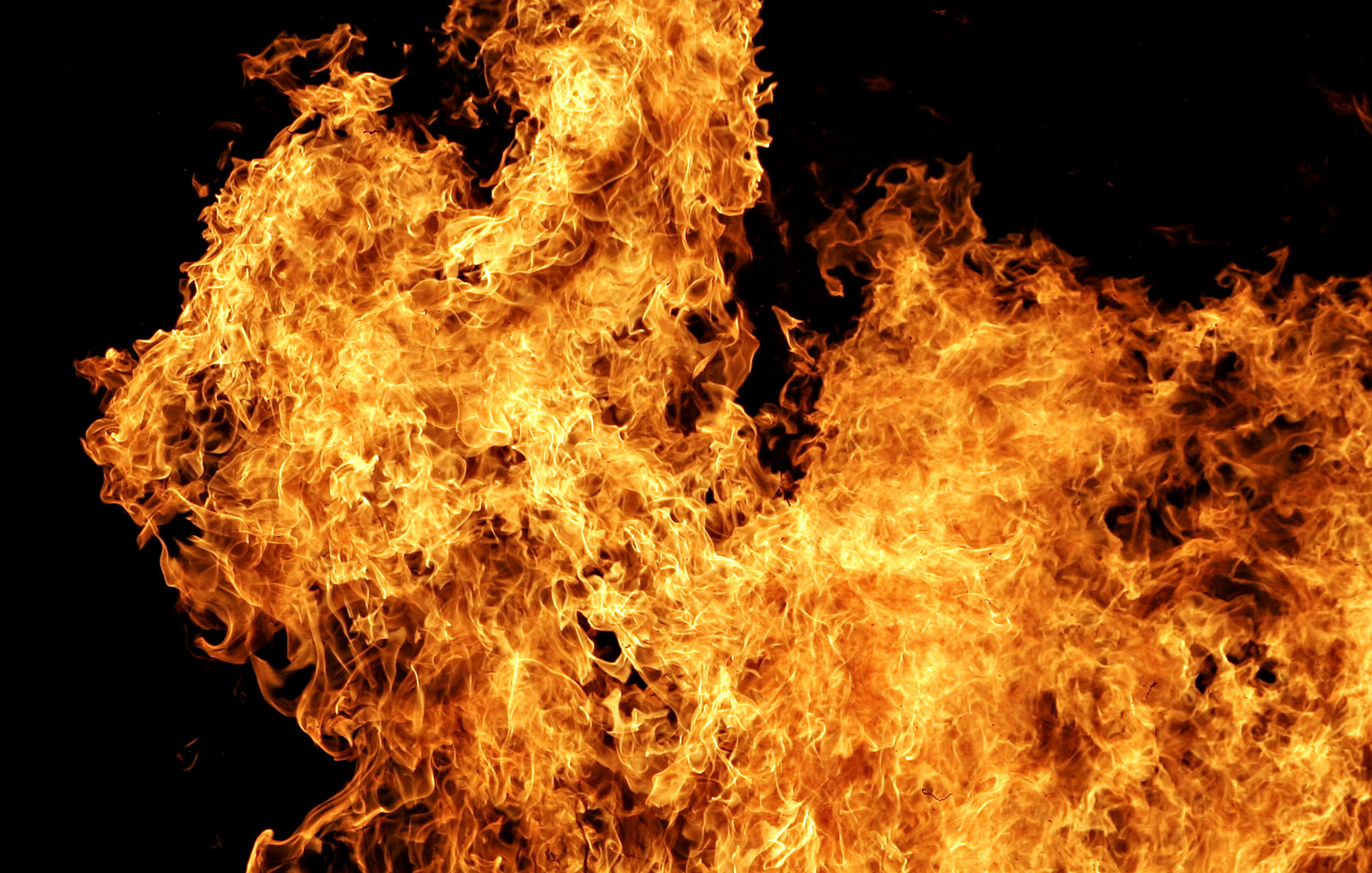
火

火是物質燃燒過程中所進行的強烈氧化反應，其能量會以光和熱的形式釋放，並會產生大量的生成物。緩慢的氧化反應，例如生锈或有氧呼吸不在上述的定義中。
火的可见部分称為焰，可以隨著粒子的振動而呈現不同的形狀，在温度足够高时能以等离子体（第四態，類似氣體）的形式出現。依燃燒的物質及純度不同，火焰的顏色和亮度也會不同。
火必須有可燃物、夠高的熱或溫度及氧化劑三項並存才能生火，根據質量守恆定律，火不會使被燃燒物的原子消失，只是透過化學反應轉變了被燃燒物的分子型態。火失控時，常常稱作失火或火災。
所有已知的人類社會都已知用火，火的使用是普世文化通則之一；而在現代人演化出來之前，古代的人屬生物，也就是現代人類在生物學上的祖先，如直立人，可能在一百萬年前到一百五十萬年前或更早，就已知用火。
火是影響全球生態系統的重要因素之一，火的正面影響可以維持各種生態系統以及刺激其成長。人類用火來烹調、生熱、產生訊號、照明及推進等。火的負面影響包括水體污染、土壤流失、空氣污染及對生命財產的危害。而造成全球溫度升高的溫室效應，其原因之一就是來自燃燒化石燃料產生的二氧化碳。

## 性質

### 化學
燃燒四面體：氧氣、熱力、燃料和連鎖反應

燃燒四面體

當可燃性的物質（燃料）和足量的氧化劑（如氧氣、高含氧量的物質或是其他不含氧的氧化劑）混合，暴露在一熱源或是高於燃料及氧化劑混合物閃點的溫度時，就會起火燃燒，而且可以維持快速的氧化反應．形成链反应，一般會稱燃料、氧化劑、熱及链反应為燃燒四面體。若沒有上述元素，或是比例不對，就無法起火燃燒，例如可燃液體只有在液體和氧氣在一定比例內才會燃燒，有些燃料及氧化劑的混合物需要催化劑才能燃燒，催化劑是在反應前後質量維持不變的物質，但有催化劑時，燃料及氧化劑比較可以穩定的燃燒。在火點燃之後，燃料只要可以藉由熱能的釋放來維持本身的溫度，就會出現链反应，若是持續的供應燃料及氧化劑，火可能會擴散。
當燃燒的氧化劑是來自週圍的空氣，重力或是其他加速度來產生對流，將燃燒的產物帶走，並且補充氧氣，有助於繼續燃燒。若沒有對流，燃料起火後會立刻被周圍的燃燒產物及空氣中不可燃的氣體包圍，火會因沒有足夠氧氣而熄滅。
只要去除了燃燒四面體中的任何一項，火就會熄滅。以一個天然氣為燃料的火焰為例，以下方式中的任何一個都可以滅火。
- 將天然氣的阀门關閉，移除燃料。
- 將火焰整個蓋住，使火焰悶燒，消耗氧氣，產生二氧化碳。
- 倒水，快速的將熱量移除，用力的吹火焰，使正在燃燒的氣體離開燃料源也是一种有效的方法。
- 將阻燃劑（如海龍）加入火焰中，阻燃劑可以減緩化學反應，讓燃燒速率慢到無法持續链反应。

若加快燃燒的速度，火會變強烈。這類的作法包括依反應式的比例平衡燃料和氧化劑的量，提高環境溫度，因此可以靠燃燒的發熱來繼續燃燒，或是加入催化劑使燃料和氧化劑更容易反應。

### 火焰

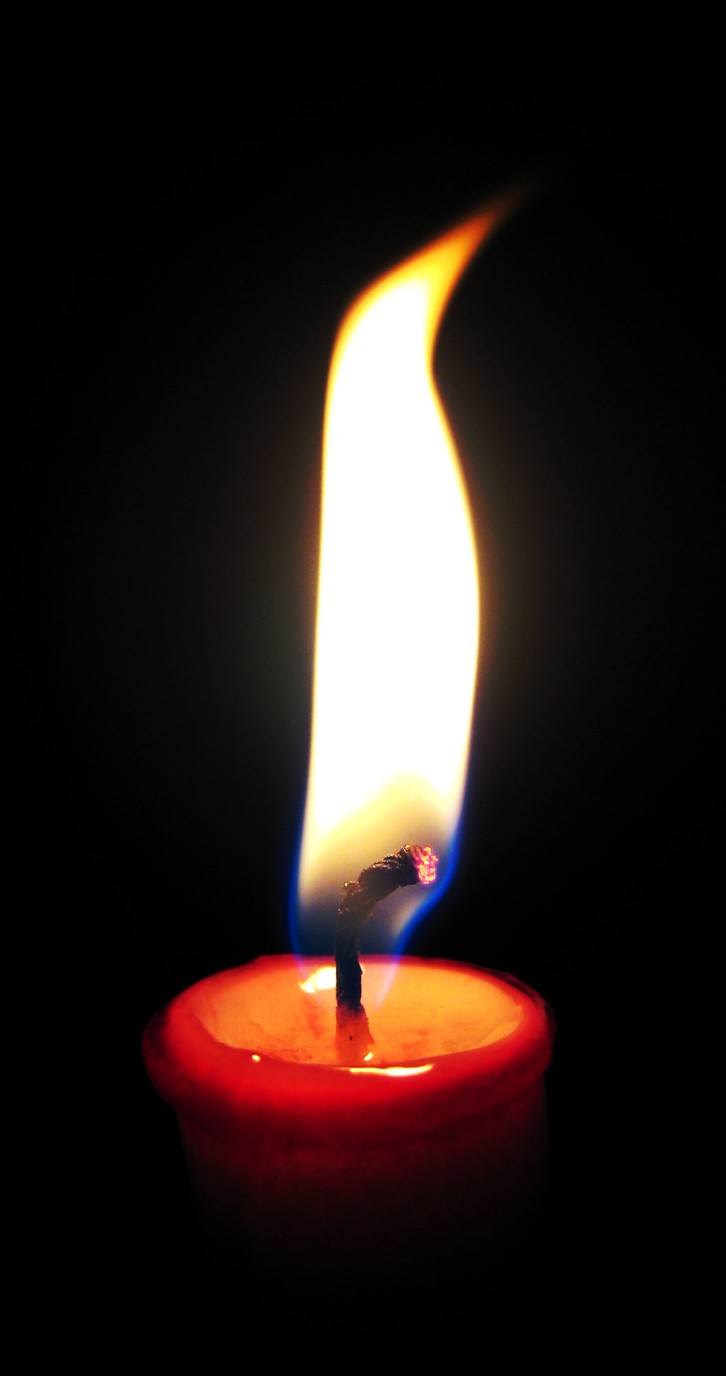
蠟燭的火焰

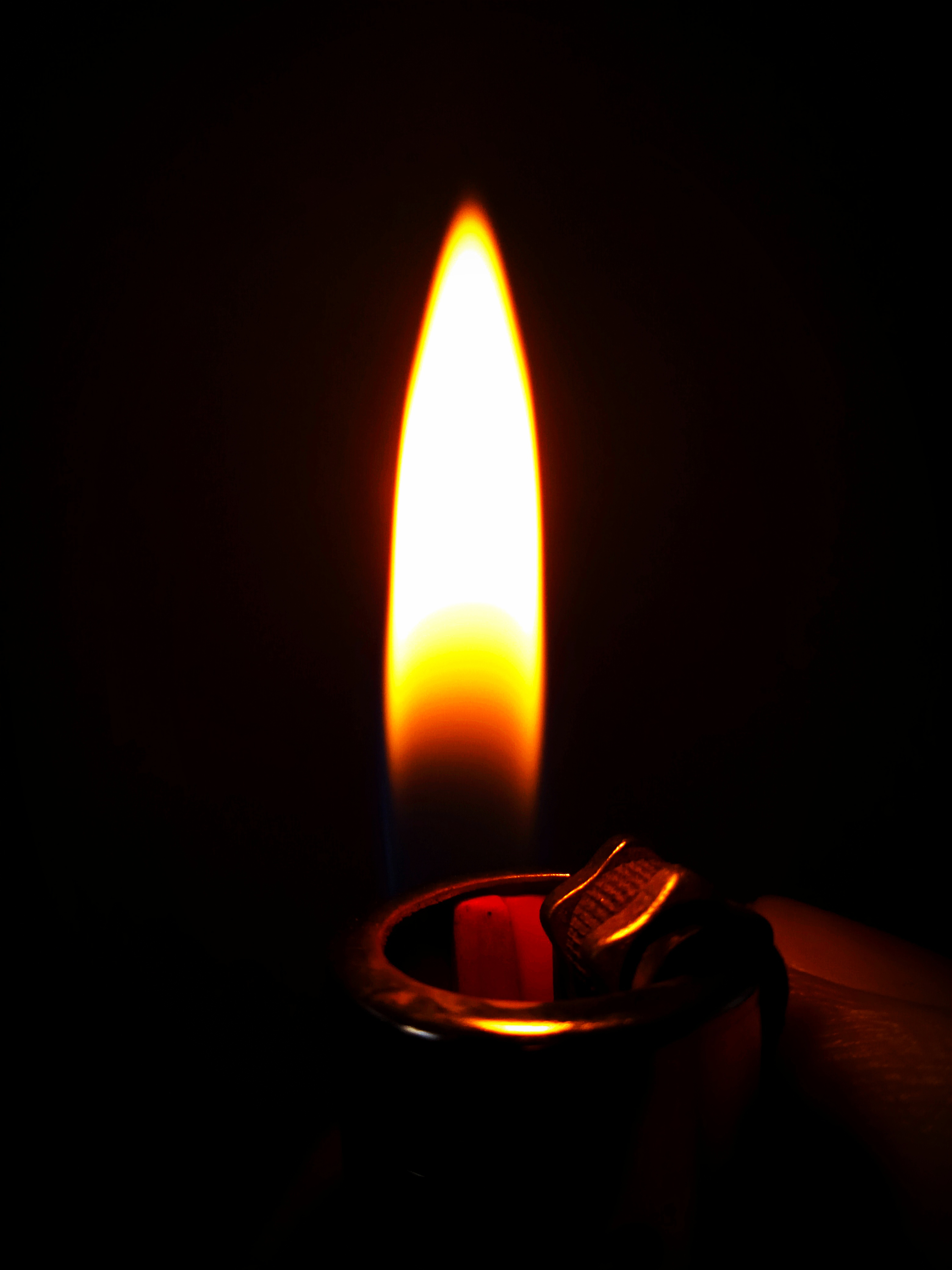
打火机的火焰

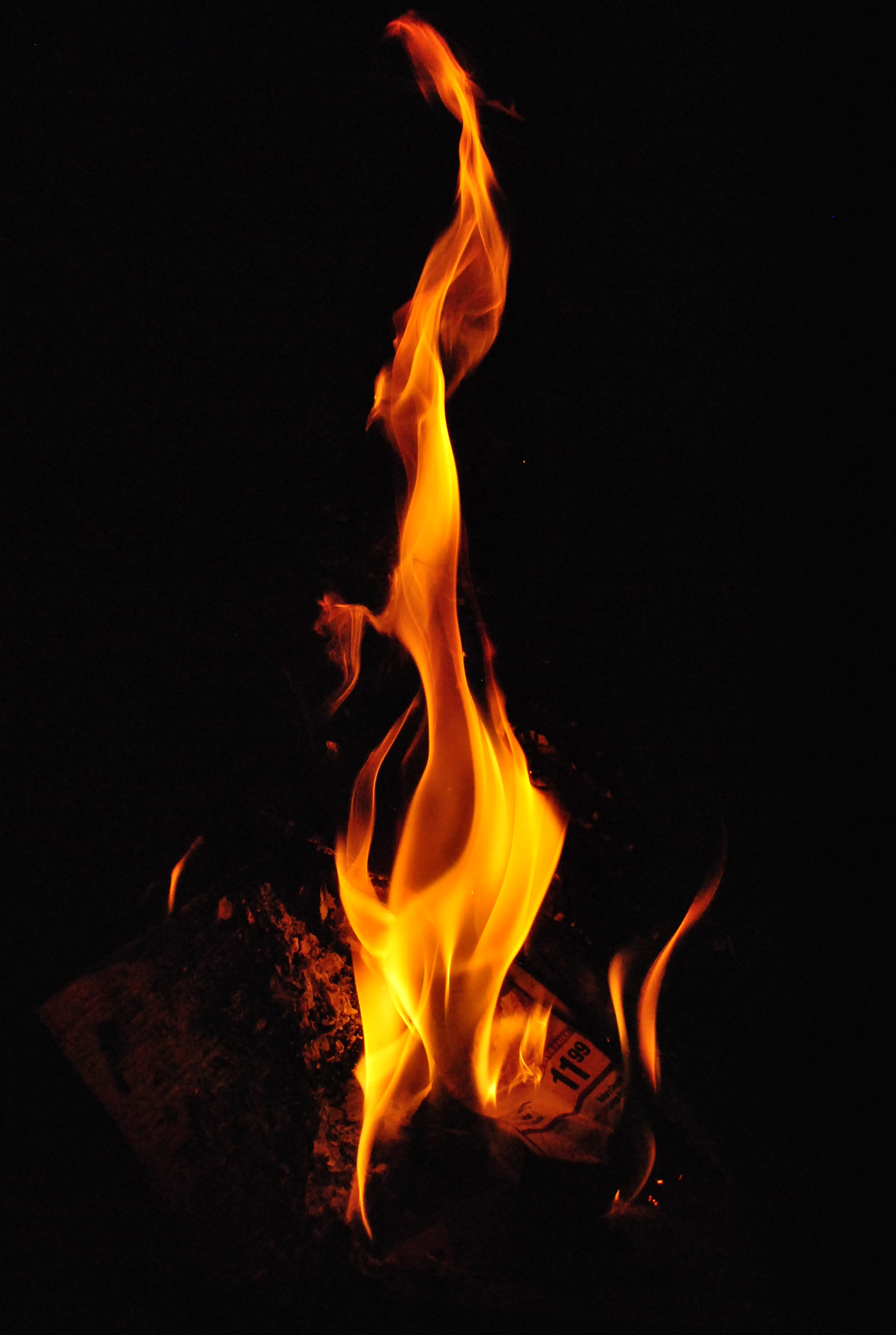
火焰的照片

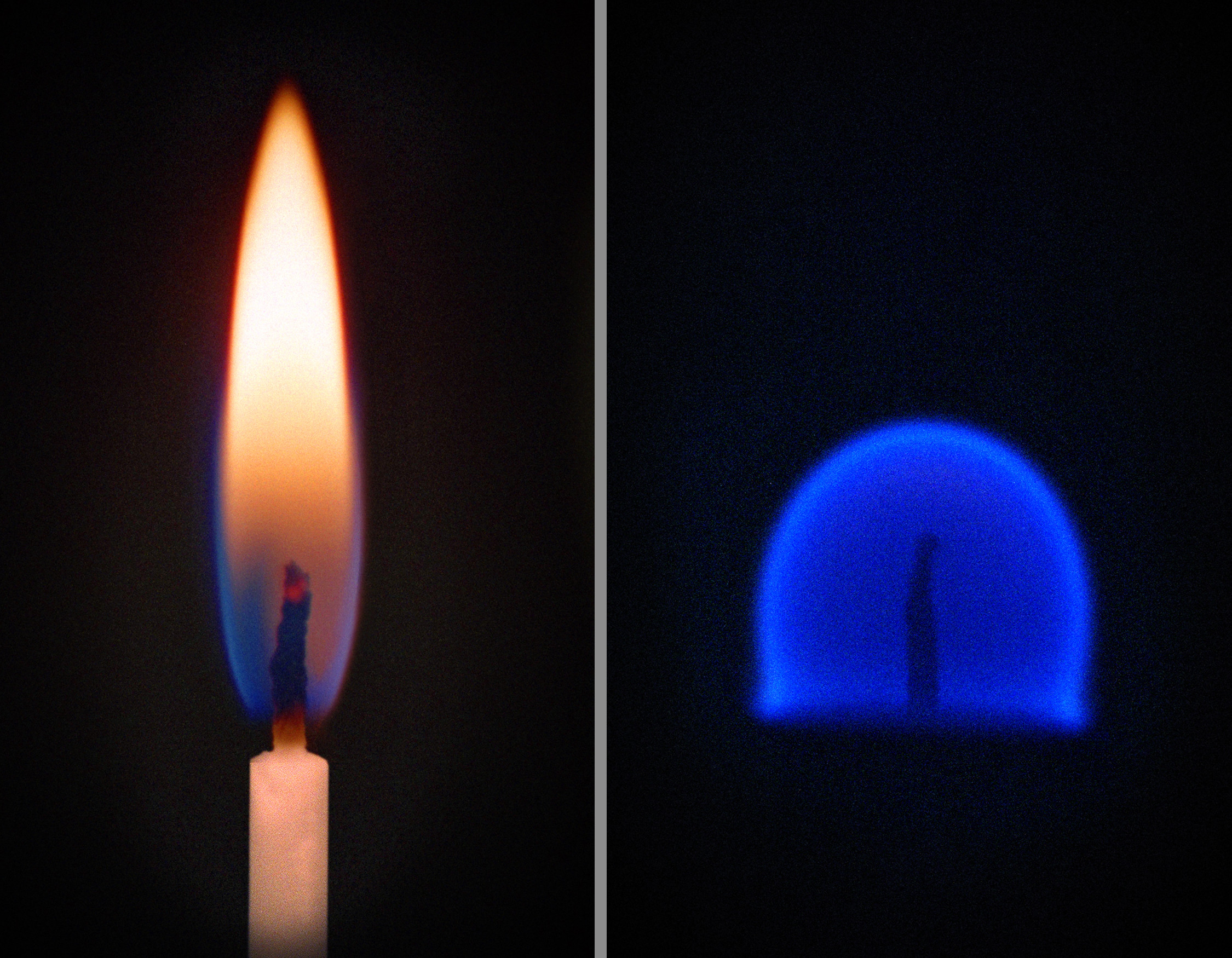
地面上的火焰（左）和国际空间站的失重环境下燃烧的火焰（右）。如图所示，火焰的形状会受到重力的影响。

火焰是反應的氣體及固體的混合物，會釋放可見光、紅外線甚至是紫外線，其發射光譜依燃燒物質的化學成份及中間產物而定。大部份的情形，例如燃燒像木頭等有機物質，或是氣體的不完全燃燒，白熾的炭黑形成熟悉的橙紅色火焰
。這類火焰的光譜為連續光譜。氣體的完全燃燒會有淺藍色的火焰，原因為火焰中形成的激發態分子的各種電子躍遷產生的單一波長輻射。火焰一般是和氧氣有關，但氫氣在氯氣中燃燒也會產生火焰，生成氯化氫。其他混合後燃燒會產生火焰的氣體包括氟氣和氫氣，以及太空船的燃料聯氨和四氧化二氮。
火焰的發光相當複雜，炭黑、氣體及燃料粒子會產生黑體輻射，不過炭黑粒子太小，無法近似為理想的黑體，氣體的原子及分子由激態回到基態時也會釋放光子。大部份的輻射是在可見光及紅外線的範圍內，其顏色依在黑體輻射的溫度而不同，也和化學物質的發射光譜有關。火焰主要的顏色和溫度有關，在一般森林大火的照片中，就可以說明這些差異，例如靠近地面處，也就是大部份燃燒進行的區域，火焰是白色（一般有機物質燃燒產生最高溫的顏色）或是黃色。在黃色的區域以上，火焰變成橘色或是紅色，溫度慢慢降低，在紅色區域以上，已不再有燃燒反應．未燃燒的碳粒形成可見的黑煙。
在一般重力下火焰的形狀和對流有關，一般火焰的炭黑會漂到火焰的最上方，就像蠟燭的火焰一様，並且發出紅色。若在微重力或是無重力的環境中，例如外太空，沒有對流現象，火焰會變成圓球形，而且會更藍，而且燃燒效率更高（不過若沒有持續的移動，火焰會因為燃燒後的產物在微重力下無法快速釋放，而使火焰熄滅。兩者的差異有許多不同的解釋，最有可能的是其溫度非常均勻，沒有產生碳黑，而且造成了完全燃燒。NASA在太空中進行的實驗說明在微重力下的沖焰可以比一般重力下的沖焰讓更多的炭黑完全氧化，因為微重力下的反應機制和一般重力下的反應機制不同。這些發現在應用科學及工業上有應用價值，包括可以提高燃料效率。

### 熱
火會產生熱，或是因熱接觸會有能量的轉移。

#### 火和火焰的典型溫度
- 氫氧焰：約2,000°C（3,600°F 2,273.15 K）以上[15]
- 本生燈焰：約1,300°C（2,372°F 1,573.15 K）至1,600°C（2,912°F 1,873.15°K）[16]
- 噴燈焰：1,300°C（2,372°F 1,573.15 K）[17]
- 蠟燭焰：1,000°C（1,832°F 1,273.15 K）
- 悶燒的香煙：
  - 沒有抽煙時的溫度：點燃部份的兩側：400°C（752°F 673.15 K），點燃部份的中間：585°C（1,085°F 858.15°K）
  - 抽煙時的溫度：點燃部份的中間700°C（1,292°F 973.15 K）
  - 中間的溫度會比較高

#### 不同外觀火焰的溫度
燃燒碳的溫度可以由火焰的顏色及外觀識別：
- 紅色
  - 勉強可見：525°C（977°F 798.15 K）
  - 暗紅色：700°C（1,292°F 973.15 K）
  - 暗櫻桃紅色：800°C（1,472°F 1,073.15 K）
  - 櫻桃紅色：900°C（1,652°F 1,173.15 K）
  - 亮櫻桃紅色：1,000°C（1,832°F 1,273.15 K）
- 橘色
  - 深橘色：1,100°C（2,012°F 1,373.15 K）
  - 亮橘色：1,200°C（2,192°F 1,473.15 K）
- 白色
  - 一般白色：1,300°C（2,372°F 1,573.15 K）
  - 亮白色：1,400°C（2,552°F 1,673.15 K）
  - 刺眼：1,500°C（2,732°F 1,773.15 K）

焰色反應實驗證明：火焰溫度非由顏色決定，而是藉由化學物質的不同，所引發不同的化學反應及火焰溫度、顏色。

## 控制火

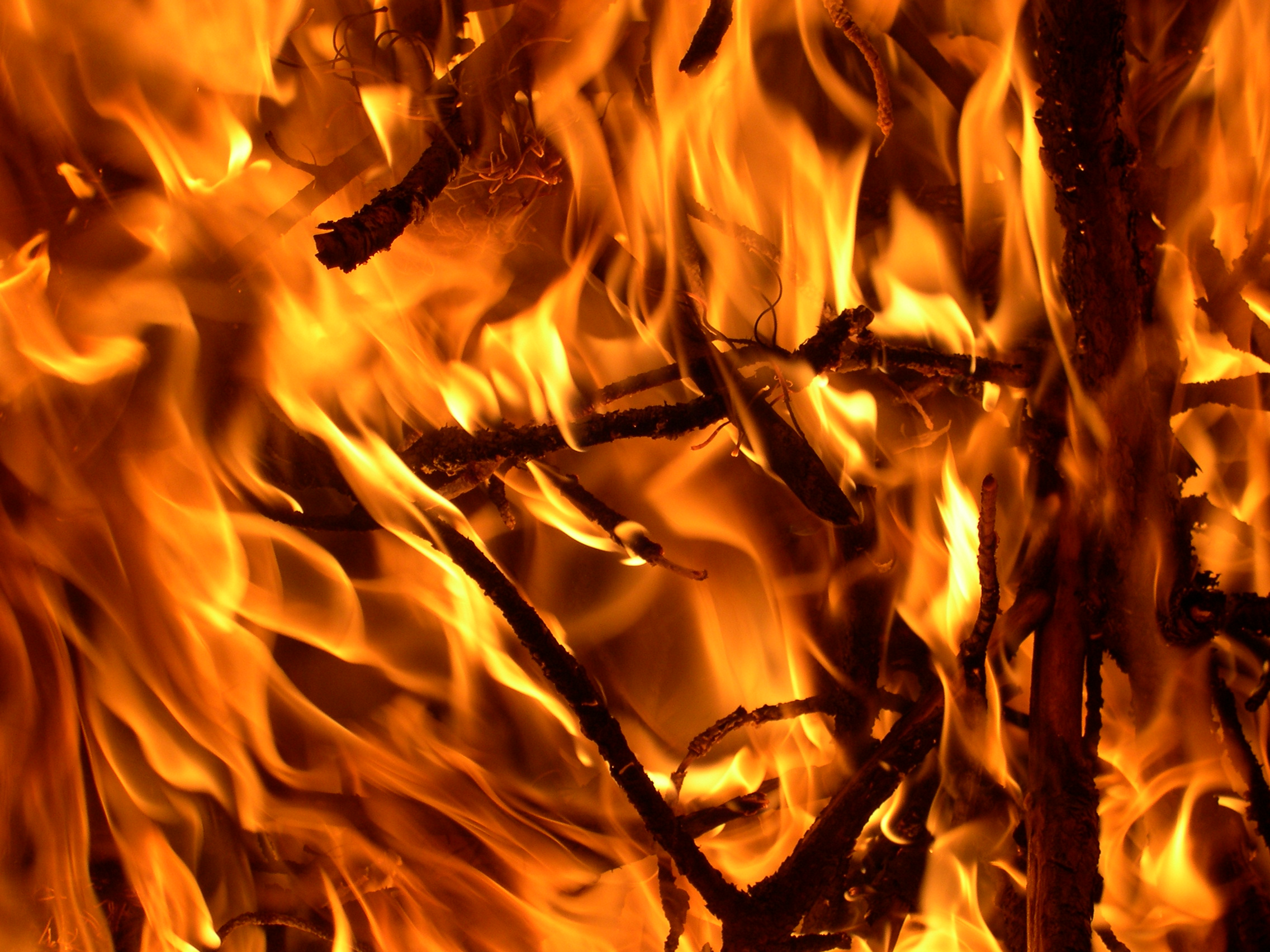
篝火

### 原始人類對火的使用
使用火來提供熱和光是人類早期偉大的成就之一。早期的人類從自然界產生的火源中保留火種。後來學會使用钻木取火，通過將尖木棍對著木材快速旋轉，摩擦生熱，取得火源。有以手鑽者，有以弓鑽者。亦有通过敲击燧石的方式来获得火。學會用火使人類能夠到氣候較冷的地區定居。火被用于烹飪较易消化的熟食、照明、提供溫暖、驱赶野兽、熱處理材料等等。考古學研究显示，生活在170万年前的中国元谋人就能有控制地用火。近東人類於79萬年前就能自己生火。但使用火的技能約到四十萬年前才普及。

### 近代人類對火的使用
燃燒木材是最早的生火方式。树木自古提供人類需要的很多能源（如：篝火、火炬），故稱柴或柴火。不同的樹木造就不同的柴火。《调鼎集·火》列举各種木柴烹煮：“桑柴火：煮物食之，主益人。又煮老鸭及肉等，能令极烂，能解一切毒，秽柴不宜作食。稻穗火：烹煮饭食，安人神魂到五脏六腑。麦穗火：煮饭食，主消渴润喉，利小便。松柴火：煮饭，壮筋骨，煮茶不宜。栎柴火：煮猪肉食之，不动风，煮鸡鸭鹅鱼腥等物烂。茅柴火：炊者饮食，主明目解毒。芦火、竹火：宜煎一切滋补药。炭火：宜煎茶，味美而不浊。糠火：砻糠火煮饮食，支地灶，可架二锅，南方人多用之，其费较柴火省半。惜春时糠内入虫，有伤物命。”。
到了現代，人類利用火力發電，以煤炭、石油和天然氣為燃料產生電力，火力發電約佔總發電量的七成。而汽油及柴油等化石燃料也是汽車、機車其至飛機的能量來源。

## 火和古代傳統文化

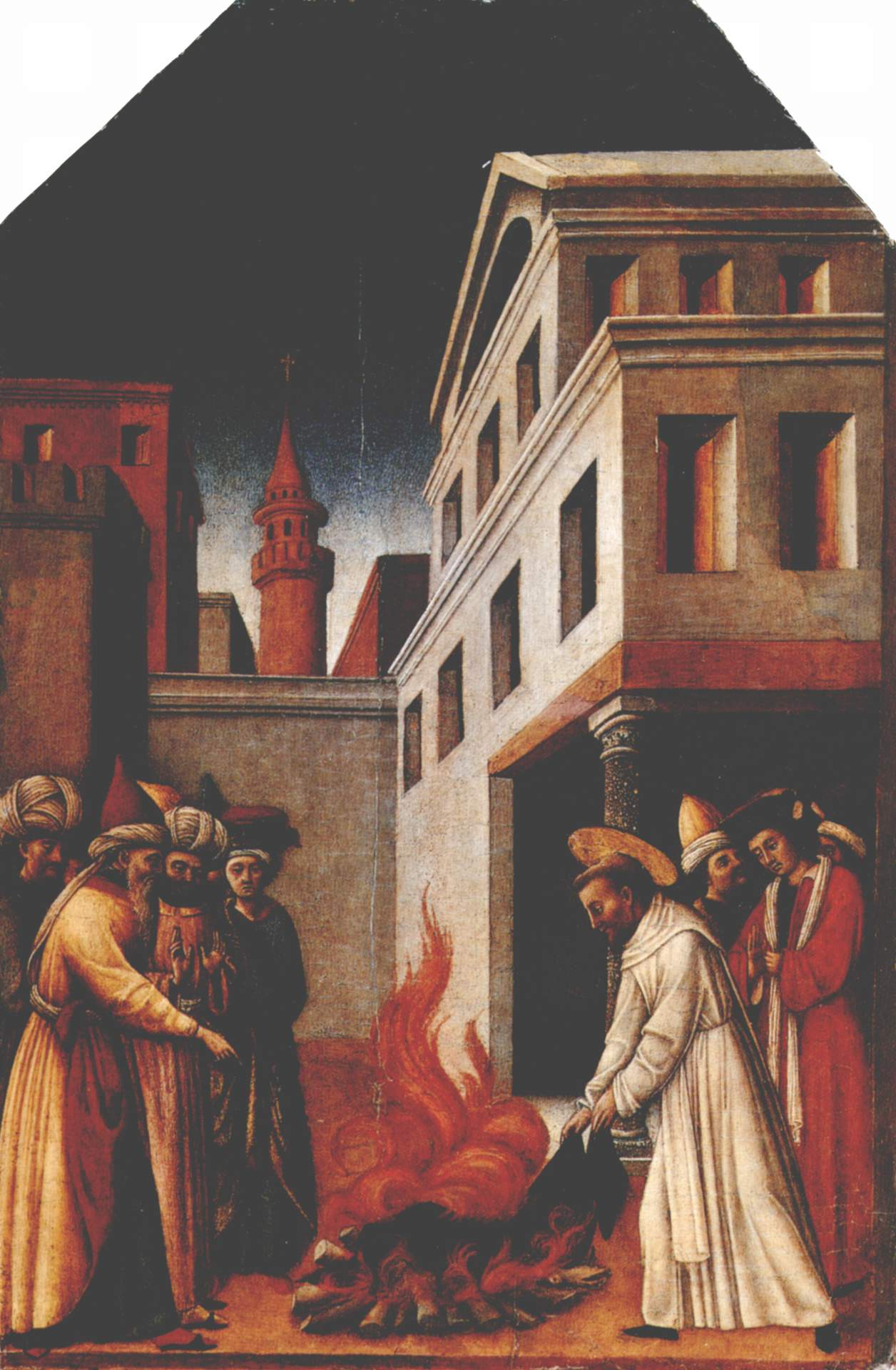
維瓦里尼畫的《聖彼得·马特的聖火奇蹟》。

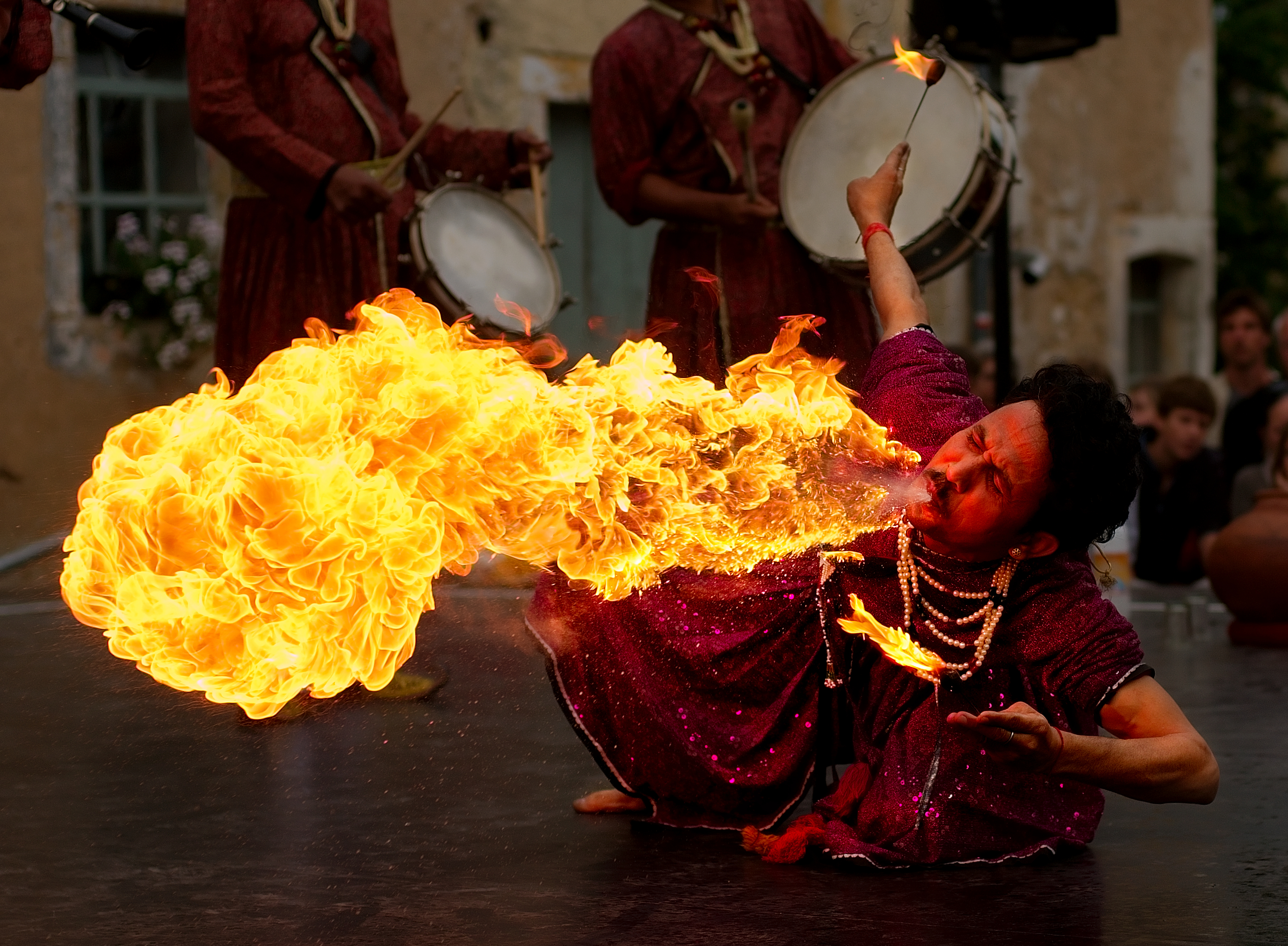
噴火表演

火和燃燒常用於宗教儀式和象徵。一般至少有兩種意義：
- 火和水都代表潔淨、消毒，比方說在沒有消毒藥水的情況下，用來挑刺的針必須先過火以免傷口感染；《聖經·以賽亞書》中，撒拉弗在異象中用火剪從壇上取下紅炭來潔淨以賽亞嘴唇不潔之罪[22]。
- 燃燒代表將東西寄往靈界，比方說中國民間信仰常常為祖先燒冥錢（或稱紙錢或金銀紙[23]，廣東稱之為陰司紙）、紙車子、紙房子等，希望死者在陰間不致缺乏；道教的疏文在儀式近末尾時會被焚燒，以上達天庭；佛教的密宗有火供（或稱護摩法），通過燃燒供品來供養佛菩薩、火神等。

瑣羅亞斯德教認為，火是阿胡拉·馬自達最早創造出來的兒子，象徵神的絕對和至善，其廟中都有祭台點燃神火，也被稱為「拜火教」。
古代人們理解大自然，嘗試為自然現象分類、總結時往往認為火是其中一個不可分割的元素。古希臘人認為世界上所有的物質是由空氣、水、泥土和火以不同的比例混合組成的。火也是中國傳統文化中五行之一。五行相生相剋，其中木生火、火生土、水剋火、火剋金。天干的丙、丁為火。中醫常說上火（廣東稱之為熱氣）、去火等，後來被發現跟西醫的發炎有關。
中國民間傳說中發現火的燧人氏有被列為三皇之一，古称火为“阳之精”。《後漢書》志第十四：“火者，阳之精也。”。明朝思想家顾炎武反对用石取火，他认为用火石取火都会影响寿命。他说：“古人用火必取之木，而复有四时五行之变。《素问》黄帝言：壮火散气，少火生气。季春出火，贵其新者少火之义也。今日一切取之于石，其性猛烈而不宜人，病痰之多，年寿自减，有之来矣。”。
此外，火作為一種象徵物常常出現在文學及宗教領域中。《聖經·使徒行傳》中，聖靈被喻為舌頭如火焰顯現並降臨；《聖經·創世記》提到，上帝將亞當夏娃趕離伊甸園時，在伊甸園的東邊安設了基路伯和四面轉動發火焰的劍。
火遇可燃物便能一路沿燒下去，例如三國故事知名的「火燒連環船」，因此火具有「傳承」之意，俗稱「薪火相傳」。在近代有奧林匹克聖火傳遞的儀式，有傳承火焰、生生不息的意義。

## 延伸閱讀
- 《調鼎集》
- Lentile, Leigh B.; Holden, Zachary A.; Smith, Alistair M. S.; Falkowski, Michael J.; Hudak, Andrew T.; Morgan, Penelope; Lewis, Sarah A.; Gessler, Paul E.; Benson, Nate C. . International Journal of Wildland Fire. 2006, 3 (15): 319–345  [2014-04-20]. doi:10.1071/WF05097. （原始内容存档于2014-08-12）.

[在维基数据编辑]
 《欽定古今圖書集成·曆象彙編·乾象典·火部》，出自陈梦雷《古今圖書集成》